# Schemokmedi-Kloster

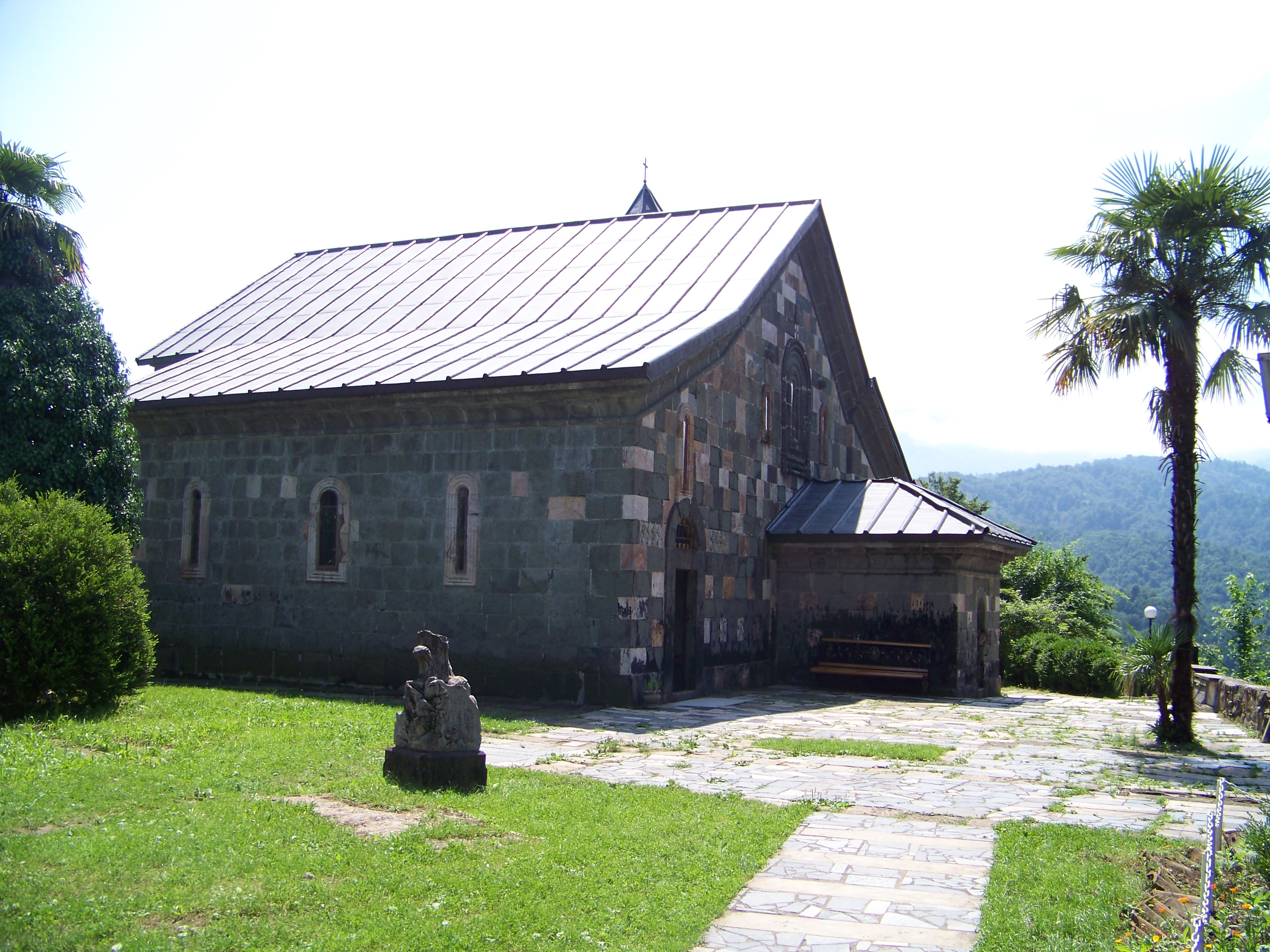
Die Hauptkirche des Klosters

Das Schemokmedi-Kloster (georgisch შემოქმედის მონასტერი) ist ein georgisch-orthodoxes Kloster in der georgischen Region Gurien, in der Munizipalität Osurgeti, im gleichnamigen Dorf Schemokmedi. Es liegt an der linken Seite des Flusses Bschuschi (georgisch ბჟუჟი). Das Kloster ist sieben bis acht Kilometer entfernt von Osurgeti und ist das Zentrum der gleichnamigen Diözese Schemokmedi. 
Der Komplex Schemokmedi besteht aus den zwei Kirchengebäuden und einem Glockenturm aus dem 16. Jahrhundert. Die Hauptkirche wurde im 12. Jahrhundert errichtet. Die zweite, kleinere Kirche wurde im 16. Jahrhundert vom Fürsten von Gurien Wachtang I. Gurieli gebaut, um hier eine aus dem Sarsma-Kloster gebrachte Ikone der Verklärung des Herrn zu einsetzen. Diese kleine Kirche trägt davon auch den Namen „Sarsma“. 1831 wurde der Glockenturm renoviert. Die Hauptkirche von Schemokmedi ist eine dreischiffige Basilika ohne Kuppel; früher muss sie eine einschiffige Basilika gewesen sein. Die Wände sind aus behauenem Stein errichtet, der Boden ist mit Marmor ausgelegt.
Im Mittelalter war das Kloster Schemokmedi eines der reichsten Klöster in Georgien. Ihm gehört noch heute eine reiche Bibliothek. Dem Kloster gehörte früher auch wichtige Grundstücke in Gurien. Im Kloster waren mehrere Reliquien, wie zum Beispiel besonders wertvolle Ikonen, aufbewahrt.